# Grand Gallery
Grand Gallery è il novantaduesimo album in studio del chitarrista statunitense Buckethead, pubblicato il 28 maggio 2014 dalla Hatboxghost Music.

## Il disco
Sessantatreesimo disco appartenente alla serie "Buckethead Pikes", Grand Gallery è l'ultimo dei cinque album pubblicati dal chitarrista nel mese di maggio 2014 ed è stato pubblicato in concomitanza con il precedente Outlined for Citacis.

## Tracce
Musiche di Buckethead.
1. Omplat – 10:02
2. Monster Zero – 19:40

## Formazione
- Buckethead – chitarra, basso, programmazione